# Distretto di Villach-Land
Il distretto Villach-Land è uno dei distretti dell'Austria situato nel Land della Carinzia. Il capoluogo, pur non appartenendo al distretto, è Villaco, il centro maggiore distrettuale è Velden am Wörther See.

## Geografia antropica

### Suddivisioni amministrative
| Stemma | Comune                    | Mappa | Abitanti | Superficie in Km2 | Densità ab/ Km2 | Tipo comune    |
| ------ | ------------------------- | ----- | -------- | ----------------- | --------------- | -------------- |
|        | Arriach                   |       | 1416     | 70,82             | 20              | Comune         |
|        | Finkenstein am Faaker See |       | 8581     | 102,06            | 84              | Comune         |
|        | Weißenstein               |       | 3006     | 49,17             | 61              | Comune mercato |
|        | Feistritz an der Gail     |       | 649      | 19,32             | 34              | Comune         |
|        | Fresach                   |       | 1239     | 38,78             | 32              | Comune         |
|        | Nötsch im Gailtal         |       | 2292     | 42,72             | 54              | Comune mercato |
|        | Feld am See               |       | 1160     | 33,65             | 34              | Comune         |
|        | Ferndorf                  |       | 2262     | 31,41             | 72              | Comune         |
|        | Bad Bleiberg              |       | 2402     | 44,74             | 54              | Comune mercato |
|        | Arnoldstein               |       | 6907     | 67,47             | 102             | Comune mercato |
|        | Rosegg                    |       | 1867     | 19,15             | 97              | Comune mercato |
|        | Stockenboi                |       | 1659     | 100,07            | 17              | Comune         |
|        | Hohenthurn                |       | 807      | 27,23             | 30              | Comune         |
|        | Sankt Jakob im Rosental   |       | 4323     | 78,62             | 55              | Comune mercato |
|        | Paternion                 |       | 6032     | 105,46            | 57              | Comune mercato |
|        | Treffen am Ossiacher See  |       | 4390     | 71,04             | 62              | Comune mercato |
|        | Wernberg                  |       | 5449     | 26,43             | 206             | Comune         |
|        | Velden am Wörther See     |       | 8846     | 53                | 167             | Comune mercato |
|        | Afritz am See             |       | 1413     | 28,06             | 50              | Comune         |